# Grecia ai XXIV Giochi olimpici invernali
La Grecia ha partecipato ai XXIV Giochi olimpici invernali, che si sono svolti dal 4 al 20 febbraio 2022 a Pechino in Cina, con una delegazione composta da 5 atleti. I fondisti Apóstolos Angelís e María Ntánou sono stati i portabandiera durante la cerimonia di apertura.

## Delegazione
| Sport        | Uomini | Donne | Totale |
| ------------ | ------ | ----- | ------ |
| Sci alpino   | 1      | 1     | 2      |
| Sci di fondo | 1      | 2     | 3      |
| Totale       | 2      | 3     | 5      |

## Sci alpino
| Atleta           | Evento                    | 1ª manche | 1ª manche | 2ª manche       | 2ª manche       | Totale          | Totale          |
| Atleta           | Evento                    | Tempo     | Posizione | Tempo           | Posizione       | Tempo           | Posizione       |
| ---------------- | ------------------------- | --------- | --------- | --------------- | --------------- | --------------- | --------------- |
| Ioannis Antoniou | Slalom speciale maschile  | DNF       | DNF       | Non qualificato | Non qualificato | Non qualificato | Non qualificato |
| Ioannis Antoniou | Slalom gigante maschile   | 59"48     | 36º       | 54"81           | 28º             | 1'54"29         | 29º             |
| Maria Tsiovolou  | Slalom speciale femminile | DNF       | DNF       | Non qualificata | Non qualificata | Non qualificata | Non qualificata |
| Maria Tsiovolou  | Slalom gigante femminile  | DNF       | DNF       | Non qualificata | Non qualificata | Non qualificata | Non qualificata |

## Sci di fondo
Distanza
| Atleta            | Evento                         | Totale    | Totale   | Totale    |
| Atleta            | Evento                         | Tempo     | Distacco | Posizione |
| ----------------- | ------------------------------ | --------- | -------- | --------- |
| Apóstolos Angelís | 50 km tecnica libera           | 1h34'04"2 | +22'31"5 | 59º       |
| María Ntánou      | 10 km tecnica classica         | 37'39"4   | +9'33"1  | 88ª       |
| Nefeli Tita       | 10 km tecnica classica         | 42'12"1   | +14'05"8 | 98ª       |
| María Ntánou      | 30 km tecnica libera femminile | LAP       | LAP      | 61ª       |

Sprint
| Atleta                   | Evento                     | Qualificazioni | Qualificazioni | Quarti di finale | Quarti di finale | Semifinali      | Semifinali      | Finale          | Finale          |
| Atleta                   | Evento                     | Tempo          | Pos.           | Tempo            | Pos.             | Tempo           | Pos.            | Tempo           | Pos.            |
| ------------------------ | -------------------------- | -------------- | -------------- | ---------------- | ---------------- | --------------- | --------------- | --------------- | --------------- |
| Apóstolos Angelís        | Sprint maschile            | 3'20"87        | 83º            | Non qualificato  | Non qualificato  | Non qualificato | Non qualificato | Non qualificato | Non qualificato |
| María Ntánou             | Sprint femminile           | 4'19"66        | 89ª            | Non qualificata  | Non qualificata  | Non qualificata | Non qualificata | Non qualificata | Non qualificata |
| Nefeli Tita              | Sprint femminile           | 4'14"48        | 87ª            | Non qualificata  | Non qualificata  | Non qualificata | Non qualificata | Non qualificata | Non qualificata |
| María Ntánou Nefeli Tita | Sprint a squadre femminile | N.D.           | N.D.           | N.D.             | N.D.             | LAP             | 13ª             | Non qualificate | Non qualificate |